# Tonja Jelen
Tonja Jelen, slovenska pesnica in literarna kritičarka, * 12. avgust 1988, Celje.

## Življenjepis
Osnovno šolo je obiskovala v Slovenskih Konjicah, gimnazijo pa v Celju. Leta 2012 je na Filozofski fakulteti v Mariboru zaključila študij slovenskega jezika s književnostjo. Naslov njenega diplomskega dela je bil Literarna zgodovinarka Marja Borštnik. Leta 2010 je bila med ustanovitelji študentske revije Liter jezika ter njena glavna urednica.
Predavala je na festivalu Romano Chon, Primorskih slovenističnih dnevih, humanističnem srečanju v Novi Gorici, 40. simpoziju Obdobja in Prepišnem uredništvu. 
Izdala je pesniške zbirke Pobalinka (Litera, 2016), Greva, ostajava, saj sva (Kulturni center Maribor, 2020) in Od točke nič (2023, Litera). Kot pesnica se je večkrat uvrstila v finale Pesniškega turnirja (2015, 2019, 2020). Pesmi objavlja v različnih revijah in na spletnih portalih, npr. Vrabec Anarhist, Poetikon. Leta 2016 je bila njena poezija uvrščena v Rukopise, leta 2019 pa v antologijo Slišiš goreti sonce. Njene pesmi so prevedene v različne jezike, dve sta uglasbeni (Feferon, Rokerji pojejo pesnike).
Kot urednica sodeluje z revijo Spirala (2015–), bila je urednica za poezijo pri ArsLitera (2017/2018), pripravila je zbornik Rokerji pojejo pesnike: ko pesniki pišejo rokerjem (Kulturni center Maribor, 2017) in Literarno krpanko (2020) (Kulturni center Maribor, 2020), ki je od 2013 izhajala kot fanzin. Z Dijano Božič sta v sodelovanju z Društvom X-OP in KODO MODRO ustvarili literarna zemljevida ''Po poteh Josefa Erdmana'', ki je nastal po predlogi romana ''Severni sij'' Draga Jančarja, in ''Mariborsko življenje Sebastjana Gorjupa'', ki je nastal po romanu Toneta Partljiča ''Sebastjan in most'' in ''Pink'', nastal po istoimenskem romanu Janje Vidmar.
Vodi tudi literarne pogovore; od leta 2017 Literarni zdaj-trk v Kibli v sodelovanju z X-OP v Mariboru (The other words/Druge besede), med letom 2011 in 2012 je vodila in urejala literarno oddajo Anima-lit na radiu MARŠ. Kot moderatorka sodeluje s Splošno knjižnico Slovenske Konjice, na festivalu Slovenski dnevi knjige v Mariboru – Ko te napiše knjiga, festivalu v Negovi, s Slovenskim knjižnim sejmom, na Mednarodnem Lirikonfestu (2021 in 2022), kot literarna kritičarka je bila gostja na Novi kritiki v sodelovanju z Mestno knjižnico Ljubljana. Za portal Kulturno medijski center pripravlja mesečne intervjuje s sodobnimi literarnimi ustvarjalci/-kami.
Leta 2022 je prejela priznanje za dosežke na področju kulture Občine Slovenske Konjice. Njena pesniška zbirka Od točke nič je bila nominirana za Veronikino nagrado 2024.